# Philip Douglas
Philip Douglas ist ein US-amerikanischer Biathlet.
Philip Douglas von den West Coast Nordics nahm an den Nordamerikameisterschaften 2008 in Itasca teil. Im Massenstart und im Sprint wurde er 15., im Verfolgungsrennen belegte er den 17. Platz und kam damit in allen drei Rennen auf den letzten Platz. In der Gesamtwertung der Saison 2008/09 im Biathlon-NorAm-Cup wurde Douglas mit 54 Punkten gemeinsam mit Jason Hettenbaugh 36. Er kam in den beiden Rennen im Whistler Olympic Park in Callaghan Valley zum Einsatz und wurde dort Zehnter des Sprintrennens und Neunter der Verfolgung.